# Жељезница (Црна Гора)
Жељезница је ријека у Црној Гори. Улива се у Јадранско море код Бара.
Жељезница је до 1878. била граница између Аустрије и Османског царства, а од тада до 1918. између Аустроугарске и Црне Горе.

## Галерија
- Ушће Жељезнице у Јадранско море
- Ушће Жељезнице у Јадранско море